# Сен-Гру
Сен-Гру (фр. Saint-Groux) — коммуна во Франции, находится в регионе Пуату — Шаранта. Департамент — Шаранта. Входит в состав кантона Манль. Округ коммуны — Конфолан.
Код INSEE коммуны — 16326.
Коммуна расположена приблизительно в 370 км к юго-западу от Парижа, в 80 км южнее Пуатье, в 28 км к северу от Ангулема.

## Население
Население коммуны на 2008 год составляло 137 человек.
| 1962 | 1968 | 1975 | 1982 | 1990 | 1999 | 2008 |
| ---- | ---- | ---- | ---- | ---- | ---- | ---- |
| 104  | 84   | 91   | 94   | 114  | 122  | 137  |

## Администрация
| Период | Период | Фамилия     | Партия                  | Примечания |
| ------ | ------ | ----------- | ----------------------- | ---------- |
| 1995   | 2008   | Жерар Робен | Социалистическая партия |            |
| 2008   |        | Жерар Бушо  | Разные левые            |            |

## Экономика
В 2007 году среди 82 человек в трудоспособном возрасте (15—64 лет) 58 были экономически активными, 24 — неактивными (показатель активности — 70,7 %, в 1999 году было 73,4 %). Из 58 активных работали 50 человек (25 мужчин и 25 женщин), безработных было 8 (2 мужчины и 6 женщин). Среди 24 неактивных 6 человек были учениками или студентами, 12 — пенсионерами, 6 были неактивными по другим причинам.

## Фотогалерея

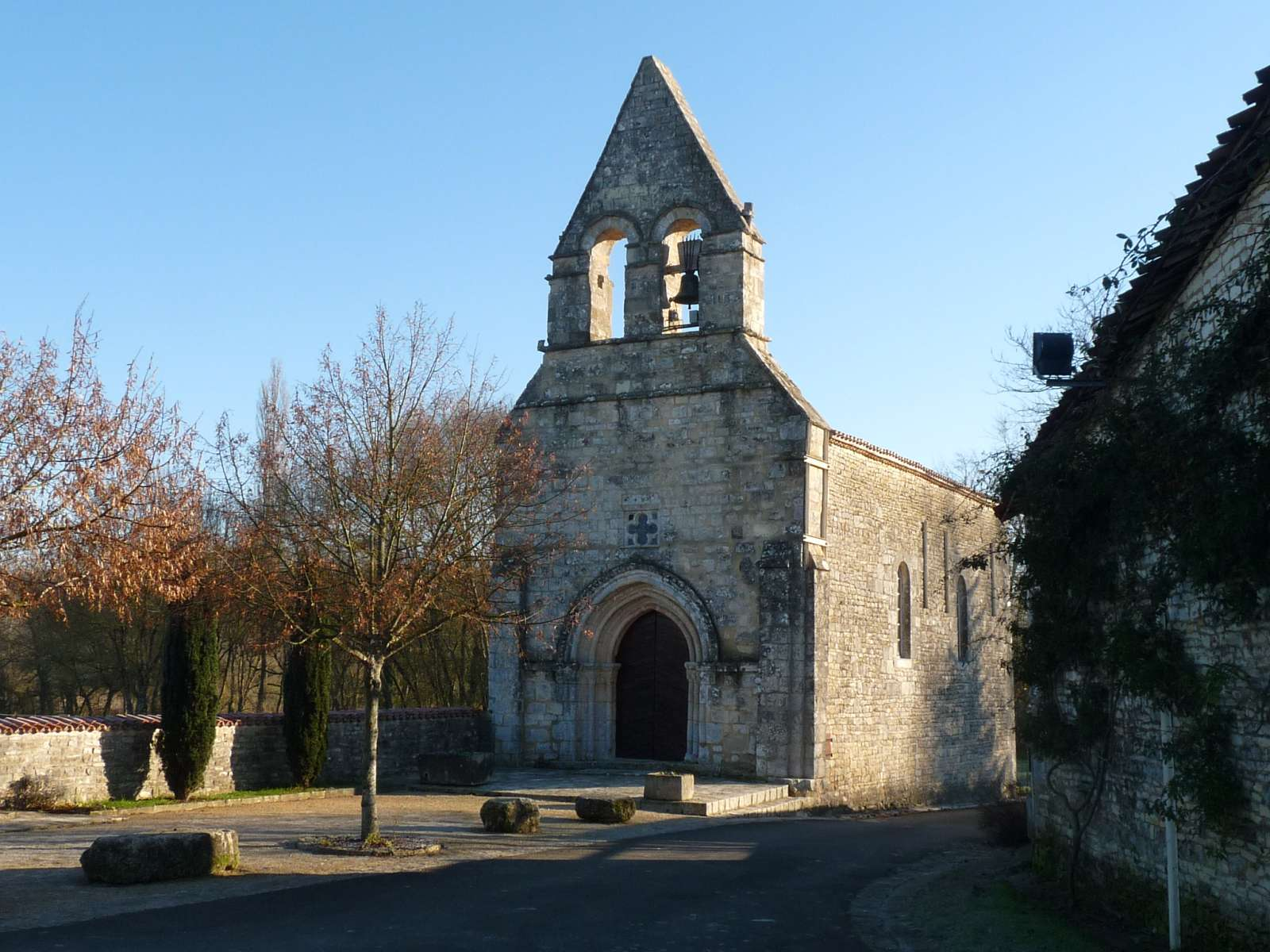
Церковь
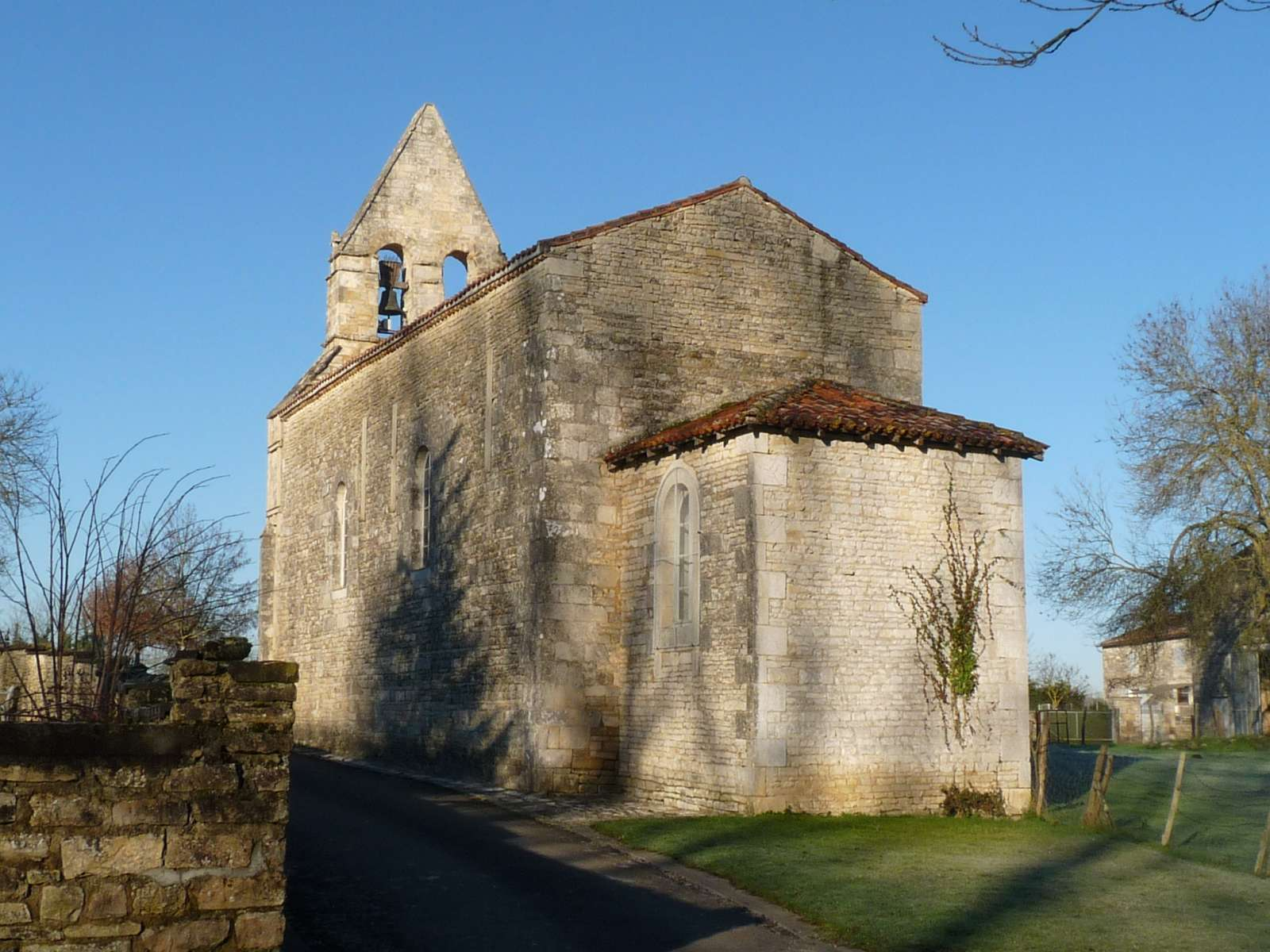
Церковь
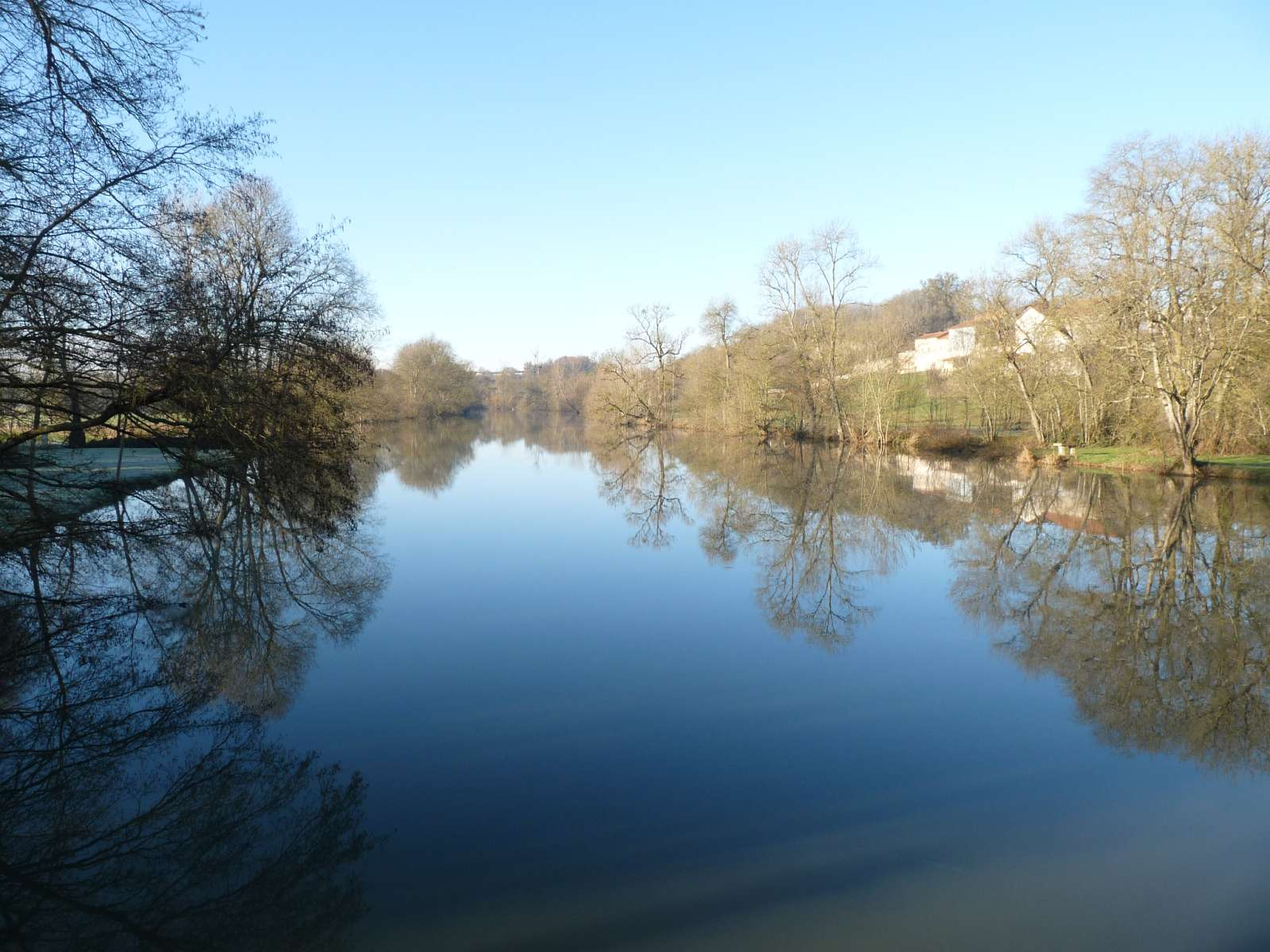
Река Шаранта